# 마잘 토브

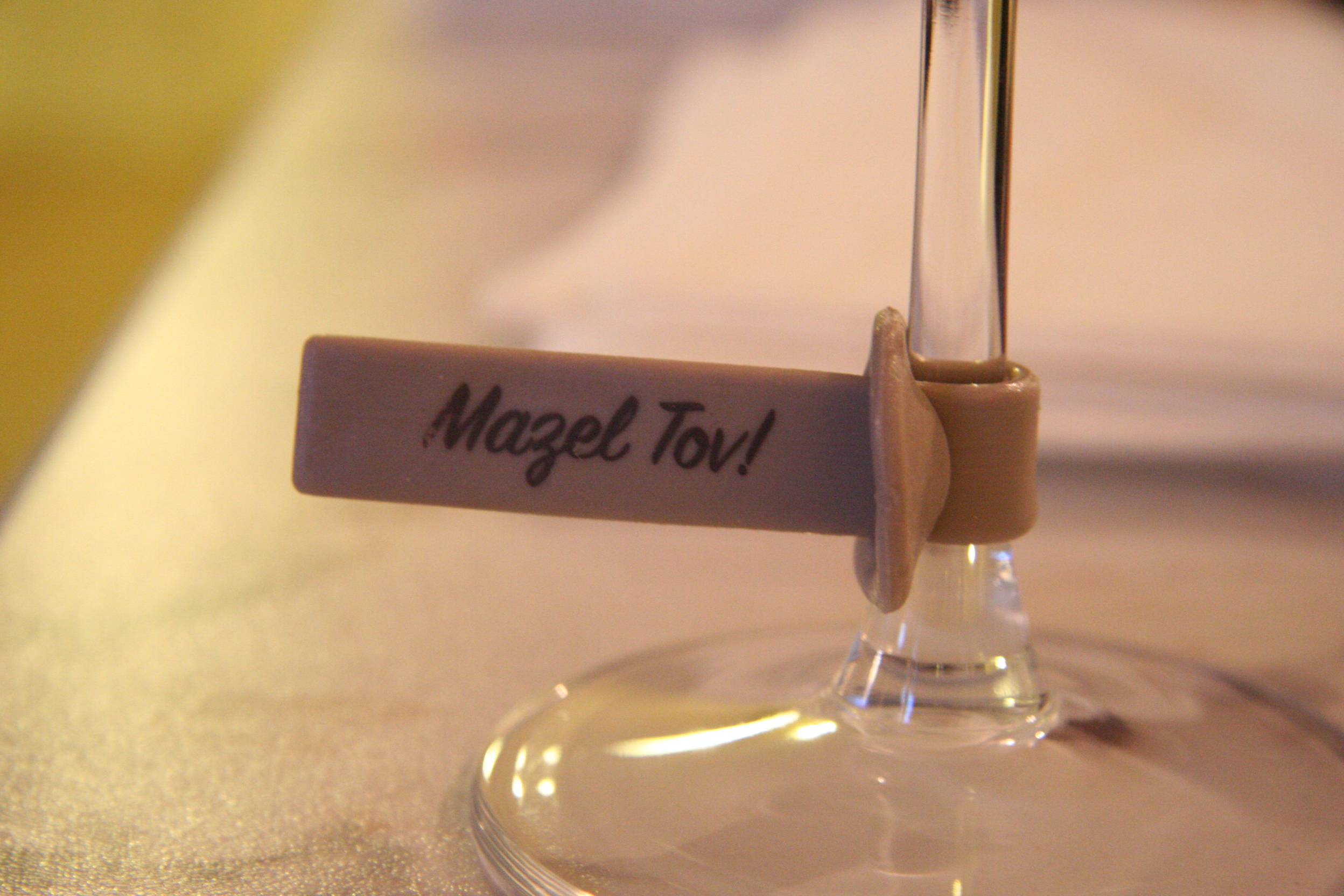
"마젤 토브!"가 쓰인 와인 잔의 꼬리표

마잘 토브(히브리어: מזל טוב mazál tov) 또는 마젤 토브(이디시어: מזל טוב mázl tov)는 행복하고 의미 있는 일이나 사건을 축하할 때 사용하는 유대인의 표현이다.

## 어원과 발음
'마젤'이라는 단어는 성서 히브리어 '마잘'(mazzāl)에서 유래했는데, "별자리" 또는 (미슈나 히브리어에서) "점성술의 징조"를 의미하며 "흘러내리다"를 뜻하는 어근 נ-ז-ל과 관련이 있을 수 있다. "마젤 토브"라는 구절은 게온 시대의 히브리어에서 처음 등장하며, 여기서는 "긍정적인 점성술의 징조" 또는 단순히 "행운"을 의미한다. 중세 히브리어 찬트 "시만 토브 우-마젤 토브, 예헤 라누 울콜 이스라엘"은 "좋은 징조, 좋은 조짐이여! 우리와 모든 이스라엘에게 일어나기를"이라는 뜻으로 축하할 때 사용되었으며, 이 구절 자체는 19세기 초반에 이디시어와 히브리어에서 축하의 의미로 사용되다가 이후 현대 히브리어에 편입되었다. 이디시어와 아슈케나지의 '마젤' 발음은 첫 음절에 강세가 있는 반면, 현대 히브리어 단어 '마잘'은 마지막 음절에 강세가 있다. 마젤-토브는 이름으로도 사용된다.
영어에서 "마젤 토브"라는 어구는 1862년에 이디시어에서 미국 영어로 유입된 것으로 기록되어 있으며, /ˈmɑːzəltɒv, -tɒf/ MAH-zəl-TOV, -⁠TOF로 발음된다. '마젤'이라는 단어는 여러 유럽 언어에 차용되어 "행운"이라는 의미로 사용되었는데, 독일어의 '마셀'(Massel), 헝가리어의 '마즐리'(mázli), 네덜란드어의 '마젤'(mazzel)과 동사형 '마젤렌'(mazzelen, "운이 좋다") 등이 있다. '토브'라는 단어 역시 네덜란드어에 '토프'(tof) 또는 '토페'(toffe, "좋은" 또는 "훌륭한")로, 독일어에는 '퇴프테'(töfte) 또는 '두프테'(dufte)로 유입되었다.

## 용법

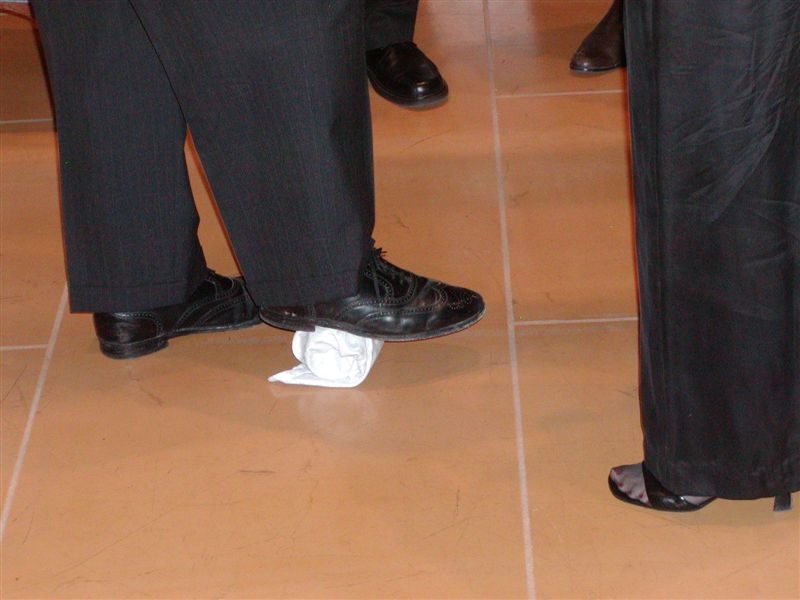
이스라엘에서는 신랑이 유리잔을 깬 후에 하객들이 "마젤 토브!"라고 외치는 것이 일반적이다.

"마젤 토브"는 글자 그대로 "좋은 운"이라고 번역되는데, 기원이 아닌 서술로서의 의미이다. 내포된 의미는 "좋은 운이 일어났다" 또는 "당신의 운이 좋았다"이며, 이 표현은 그러한 사실을 인정하는 것이다. 이는 "축하합니다!"라는 말과 비슷하게 사용되며, 대략 "당신에게 이런 좋은 일이 일어나서 기쁩니다!"라는 의미를 전달한다. "행운을 기원하는" 일반적인 히브리어 구절은 "브하츨라하"(בהצלחה)로, 문자 그대로 "성공과 함께"라는 뜻이다.
전 세계 유대인 사회에서는 디아스포라를 포함하여 바르 미츠바나 밧 미츠바, 결혼식과 같은 행사에서 "마젤 토브!"가 흔한 유대인 표현으로 사용된다. 예를 들어 이스라엘에서는 유대인 결혼식에서 의례적으로 유리잔을 깨는 순간 이후에 신랑 신부의 친구들과 가족들이 이 말을 외친다. 이스라엘에서는 새로운 운전면허증을 취득하거나, 생일, 또는 새로운 직장을 구하는 것과 같은 모든 종류의 기쁜 일에 이 구절이 사용된다.